# سیارک ۹۳۶۵
سیارک ۹۳۶۵ (به انگلیسی: 9365 Chinesewilson، نامگذاری:1992RU3) نه هزار و سیصد و شصت و پنجمین سیارک کشف شده‌است که در ۲ سپتامبر ۱۹۹۲ کشف شد.
قدر مطلق سیارک برابر ۱۴٫۷۰ است.